# ほんたにかなえ
ほんたに かなえは日本のイラストレーター、原画家である。女性。SAGA PLANETS所属。

## 人物
子供の時から絵を描くのが好きで、友人から借りたギャルゲーをプレイしたことをきっかけに、イラストレーターへの道を目指す。影響を受けたイラストレーターは多いが、学生時代は『シスター・プリンセス』、『D.C. 〜ダ・カーポ〜』などの作品を参考にしていた。『不思議の国のカノジョ』で原画家デビューを果たした。2013年1月には自身初となる画集が発売された。

## 主な作品

### ゲーム
すべてSAGA PLANETS
- 不思議の国のカノジョ
- Coming×Humming!!
- ナツユメナギサ
- キサラギGOLD★STAR
- はつゆきさくら
- カルマルカ*サークル[3]
- 花咲ワークスプリング!
- フローラル・フローラブ [4]
- 金色ラブリッチェ
- 金色ラブリッチェ -Golden Time-
- かけぬけ★青春スパーキング! [5]
- AMBITIOUS MISSION
- AMBITIOUS MISSION アフターエピソード1
- AMBITIOUS MISSION アフターエピソード2

### 挿絵
- 天川天音の否定公式（著：葉村哲、MF文庫J、全4巻）
- ナツユメナギサ NOSTALGIE（著：新島夕、VA文庫、全1巻）
- おれと一乃のゲーム同好会活動日誌（著：葉村哲、MF文庫J、全11巻）
- 白銀の騎士ガール（著：みかづき紅月、美少女文庫、全1巻）
- バロックナイト（著：葉村哲、MF文庫J、既刊4巻）

### 表紙イラスト
- パソコンパラダイス（2012年5月号 - 2013年4月号）
- 『オールアバウト ビジュアルアーツ 〜VA20年のキセキ〜』

### その他
- 7代目まぷ子（ソフマップのマスコットキャラクター）[2]
- ドラマCD はつゆきさくら〜ゴーストトラベル〜（ジャケットイラスト）
- pop museum ほんたにかなえ画集
- ゆず・ぱら